# Gonomyia jurata
Gonomyia jurata är en tvåvingeart som beskrevs av Alexander 1936. Gonomyia jurata ingår i släktet Gonomyia och familjen småharkrankar. Inga underarter finns listade i Catalogue of Life.